# ジロ車
ジロ車（ジロしゃ）とは大日本帝国陸軍が試作した数種類の自走砲である。名称の由来は、試作を発注された三菱重工業が自走砲の「ジ」、九五式重戦車の呼称「ロ」を組み合わせて呼称したものである。ジロ車には九五式重戦車の車体を改造し、大型の戦闘室を設けて九六式十五糎榴弾砲、または九二式十糎加農を搭載する2種の計画があった。三菱重工業が車体を製作し、陸軍では実地に九二式十糎加農を搭載した。車体の設計図、略図が残されている。
ジロ車は速力25km/hと遅く、歩兵/戦車部隊の要求する時速40km/hでの共同作戦を行なうことが難しいため、1943年（昭和18年）頃に開発続行を断念し、採用が見送られたと推定される。以後には中戦車を利用した自走砲が構想された。

## 開発経緯

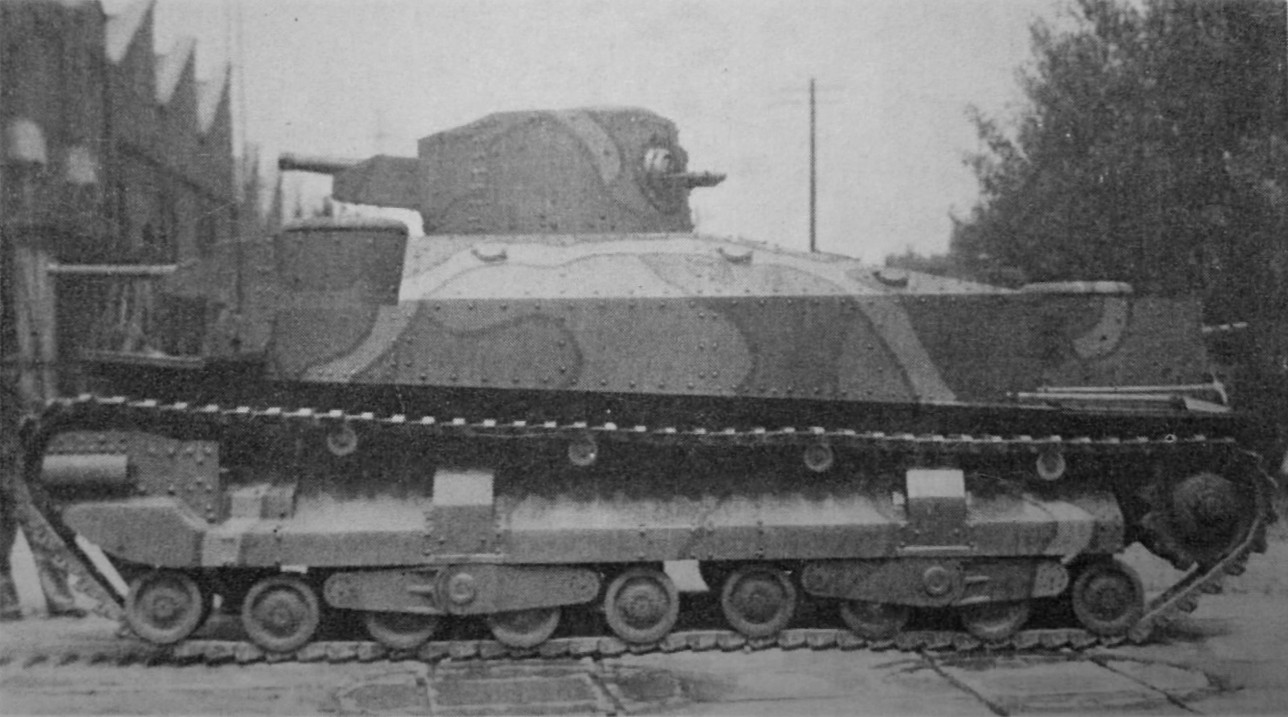
原型となった九五式重戦車。三菱で製造されたジロ車は外形が大きく変更された

日本陸軍では、重戦車の車体に中～大口径の火砲を搭載し、自走砲とすることを計画していた。
第四陸軍技術研究所では1940年（昭和15年）秋から春頃にかけ、戦車に10cm榴弾砲を搭載するという技術本部総務部長のアイデアを検討した。設計者の検討では、戦車の砲塔と車体の一部改造を要し、また弾薬収容の余積がないことから実用にならないと報告された。
同時期の1941年（昭和16年）1月、ジロ車の試作が三菱重工東京機器玉川工場に発注された。完成予定は1942年（昭和17年）3月、製造難易度は「難」と判定されていた。
このおよそ半年後、1941年8月の資料では自走式十加の名称で自走砲が以下のように規定されている。
- 重戦車の車体を利用し、九二式十糎加農砲の搭載を研究する。
- 超重戦車への対応、堅陣突破に用いる兵器として考案されている。
- 搭載する九二式十加は小架以上を利用する。また射界は俯仰-5度から＋30度、左右各18度とする。

ジロ車の重量は30トン、「BMW6290AG」（BMW水冷直列6気筒290馬力ガソリンエンジン）を搭載し、25km/hでの走行が目指された。三菱重工の内部資料の日付と状況により、ジロ車の車体は1942年末、また1943年前半までには完成し、陸軍に引き渡されたと推定される。完成したジロ車には15cm榴弾砲または10cmカノン砲のどちらでも搭載できる汎用性が与えられていた。1942年11月、大阪陸軍造兵廠の調製書類には試製中口径自走砲が記載されている。引き渡された車体に火砲を搭載したのは1943年後期以後と推定される。九二式十加を搭載したジロ車は伊良湖射場にて発射試験を実施した。設計者は火砲取付台の強度に特に留意して設計し、発砲時にも車外から引き金を操作している。発射試験は問題なく成功した。ジロ車の三菱重工での製造記録数は1両のみである。

## 構造
三菱重工で製造されたジロ車の外形は「九二式十糎加農砲試製戦車起案図」、また『日本の戦車』の略図で確認できる。車体外形は大まかに説明すればドイツ軍自走砲のナースホルンに類似する。ジロ車は砲塔と上部構造物を全て撤去し、エンジンを車体前方右側に移設し、フロントエンジン・リアドライブ方式に改め、車体中央部から後部にかけて大型の密閉戦闘室を立ち上げ、この内部に火砲を収容している。足回りは九五式重戦車の物を流用し、最前部に誘導輪、1個の制衝転輪、8個の転輪、最後部に起動輪が配置される。
車体前部に操縦席が設けられ、起案図では外部を視察するための展望窓が、垂直な前面装甲の中央部に1箇所、『日本の戦車』の略図では並んで2箇所に設けられている。操縦席の上部から戦闘室までの上面装甲は緩やかに傾斜する一枚板で構成され、接続している。この上面装甲には各種の吸排気用と見られるルーバーが設けられている。
戦闘室正面は傾斜装甲が用いられている。略図ではこの正面装甲の左右に展望窓が設けられている。また戦闘室上部は日本軍の車輌には珍しく、天井部分に曲面化された装甲が用いられている。この曲面の用いられた天井板は、戦闘室上部中央で左右へと開放できる。戦闘室の後部装甲は傾斜がつけられ、大型のドアが設けられている。この装甲板は垂直な車体後面と接続する。略図ではこの車体後面に車体踏板が設けられており、主砲の給弾作業に用いると推定される。
内部構造は車体最前部に操縦手が配置され、その右後方にエンジンが配置される。左後方にはエンジンと併置してラジエーターらしき補器類が置かれる。エンジンからの駆動力は伝達装置を介して車体底部中央を通るシャフトにより後方へ送られ、車体最後部の変速機類へつながっている。起案図では変速機類と操砲・発砲時の位置関係が描かれ、干渉を避けるよう配置されている。変速機類から動力は車体最後部の起動輪に導かれ、履帯を駆動させる。
ジロ車はソ連の超重戦車と陣地破壊を企図し、九二式十糎加農、あるいは九六式十五糎榴弾砲の搭載が予定されたが、この火砲は車体中央部、戦闘室前面に配置された。起案図では車体中央部に、車体の両側板に接続する、大型でコの字を伏せた断面の横梁を2本入れ、この上に砲座をボルト締めとしている。この火砲取付け台の強度計算は入念に行なわれた。この上に火砲が載せられ、俯仰角-5度から＋30度、左右射界18度ずつが付与された。九二式十糎加農の砲弾初速は765m/s、九五式破甲榴弾は弾丸重量15.91kgである。この砲弾は距離5,000mで普通コンクリート30cmを貫通した。またもし九六式十五榴を搭載したならば、この火砲は初速540m/sで重量36kgの榴弾を撃ち出し、射程7,000mで普通コンクリート30cmを貫通した。対戦車としては重量21.04kgの三式穿孔榴弾を射撃でき、貫通威力は150mmだった。
ジロ車は、後の「新砲戦車甲/ホリ」の計画の内、初期にモックアップとして検討されたもの（いわゆる「ホリI 傾斜装甲案」）に影響を与えたと、考えられている。

## 斯加式十二糎速射加農を搭載した車輌

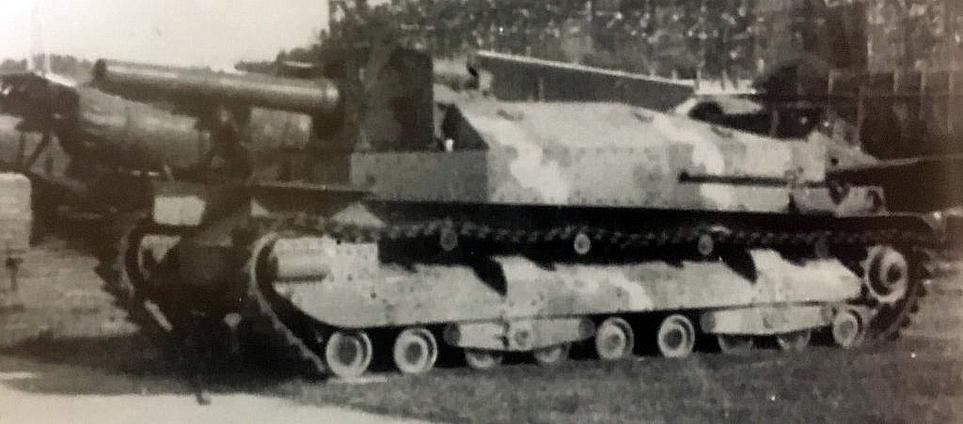
斯加式十二糎速射加農搭載車

ジロ車とは別に九五式重戦車の4号車を改造、斯加式十二糎速射加農と見られる砲を搭載した車輌があり、この車輌は海軍館山飛行場で終戦直後にアメリカ軍によって撮影されている。
『日本の戦車』略図と戦後の撮影写真では、斯加式十二糎速射加農と見られる砲を搭載した自走砲が確認できる。日本陸軍戦車の設計開発に深く関わった原乙未生中将は、戦後に『日本の戦車』を監修したが、その著作の中で「九五式重戦車を改造、防盾付きの十加を搭載した試製10センチ自走砲」に言及し、上記の写真とほぼ同一形状の略図が記載されている。しかし写真及び略図が示す火砲の駐退器は斯加式十二糎速射加農砲のみが持つ特徴を持ち、九二式十糎加農とは適合しない。
斯加式十二糎速射加農を搭載したと見られる自走砲の開発経緯は判然としない。陸軍の構想では、1941年8月策定の「砲戦車及自走砲ノ体系第一案」において基筒式の火砲を搭載した自走砲について言及している。1944年（昭和19年）度中の整備計画に本自走砲は登場しないことから、1945年（昭和20年）前半に登場したものと推定される。
この車輌は九五式重戦車の上部砲塔と前方砲塔を撤去、戦闘室上面をオープントップとし、この空間に防盾を備えた砲を搭載している。砲側面・後方は装甲板によって覆われていない。車体前面に機銃は装備されていない。後方銃塔は残されたままであるが、撮影写真では、機銃は装備されていない。撮影写真からは自走砲に迷彩が施されていることが確認できる。

## 登場作品
『War Thunder』
斯加式十二糎速射加農を搭載した車輌が大日本帝国陸軍ツリーにヒ口車として登場。後に、「ジロ車」を経て、「Type 95 Experimental 12cm Self Propelled Gun」に改称。